# Hilario López
Hilario López García (Guadalajara, 1907. november 18. – 1965. június 17.) mexikói labdarúgócsatár.

## Pályafutása
1930-ban részt vett a válogatottal az első ízben megrendezett világbajnokságon. 
1935-ben megnyerte hazájával a Közép-amerikai és Karibi játékok labdarúgó tornáját, ahol válogatottbéli összes találatát jegyezte.